# Conferência das Partes do Acordo de Escazú
As Conferências das Partes do Acordo de Escazú (COP Escazú) são conferências bienais que se celebram no marco do Acordo Regional sobre Acesso à Informação, Participação Pública e Acesso à Justiça em Assuntos Ambientais, mais conhecido como Acordo de Escazú, mais conhecido como Acordo de Escazú. É o espaço de deliberação e de tomada de decisões por excelência do Acordo.
As conferências são organizadas pela Comissão Econômica para a América Latina e o Caribe (CEPAL), em colaboração com a Mesa Diretora. As reuniões são realizadas na sede da CEPAL, em Santiago, no Chile.

## Mecanismos

### Secretaria
O Secretário Executivo da CEPAL exerce o papel de Secretaria da COP.

### Mesa Diretora
As COP Escazú contam com uma Mesa Diretora composta por uma Presidência e quatro Vice-Presidências. Conta também com um representante eleito pelo público, que tem voz, mas não tem voto. A Presidência trabalha em conjunto com a Secretaria do Acordo de Escazú para elaborar um sumário provisório de temas para a COP, de modo a facilitar o acesso aos documentos necessários para a reunião.

### Participação do público
Diferente de outros acordos internacionais, a COP de Escazú permite a participação de representantes eleitos pelo público, que podem compor a mesa junto às delegações dos países, e podem intervir com voz, mesmo que não tenham voto.
A participação em temas relativos ao Acordo de Escazú também ocorre fora da programação da COP por meio da Plataforma de Participação Escazú, disponibilizada para votação em espanhol e em inglês.

## Eventos

### 2024: COP3, Santiago
A Conferência das Partes do Acordo de Escazú (COP3), evento que abrange a América Latina e do Caribe a respeito do Acordo de Escazú,  foi realizada na sede da Comissão Econômica para a América Latina e o Caribe (CEPAL), na cidade de Santiago, no Chile, de 22 a 24 de abril de 2024. A abertura da conferência foi ministrada pelo presidente chileno Gabriel Boric.
A principal pauta da COP3 era a votação de um plano de ação para defensores e defensoras de direitos humanos ambientais. A conferência foi finalizada com a aprovação, por parte dos Estados-Membros, do Plano de Ação Regional sobre Defensores/as de Direitos Humanos em Assuntos Ambientais, com execução prevista em seis anos, de abril de 2024 a abril de 2030.